# Sigmops ebelingi
Sigmops ebelingi is een straalvinnige vissensoort uit de familie van de borstelmondvissen (Gonostomatidae). De wetenschappelijke naam van de soort is voor het eerst geldig gepubliceerd in 1960 door Grey.